# Lometa
Lometa is een plaats (city) in de Amerikaanse staat Texas, en valt bestuurlijk gezien onder Lampasas County.

## Demografie
Bij de volkstelling in 2000 werd het aantal inwoners vastgesteld op 782.
In 2006 is het aantal inwoners door het United States Census Bureau geschat op 890, een stijging van 108 (13,8%).

## Geografie
Volgens het United States Census Bureau beslaat de plaats een oppervlakte van
2,3 km², geheel bestaande uit land. Lometa ligt op ongeveer 402 m boven zeeniveau.

## Plaatsen in de nabije omgeving
De onderstaande figuur toont nabijgelegen plaatsen in een straal van 40 km rond Lometa.